# Partido Laborista de Fiyi
El Partido Laborista de Fiyi (en inglés: Fiji Labour Party) o FLP es un partido político fiyiano de ideología laborista y socialdemócrata fundado el 6 de julio de 1985. Aunque el partido se declara multirracial, goza de particular apoyo de la población indofiyiana, que ocupa la mayor parte de los puestos de liderazgo del partido. Se fundó como consecuencia del colapso de la Alianza gobernante y el desmoronamiento del opositor Partido de la Federación Nacional.
Desde su fundación, dos laboristas han llegado al cargo de primer ministro de Fiyi por medio de elecciones democráticas, Timoci Bavadra en 1987, por medio de una coalición con varios partidos opositores al gobierno de la Alianza; y Mahendra Cuadhry en 1999, con mayoría absoluta pero también aliado con otros partidos en la Coalición Popular. En ambos casos los dos primeros ministros fueron derrocados en golpes de Estado militares al poco tiempo de asumir su cargo. El partido apoyó el último golpe de Estado que tuvo lugar en Fiyi, en 2006, y su apoyo le costó la expulsión de la Internacional Socialista, de la cual era miembro desde 1992.
Desde el golpe de Estado de 2006 (el último que tuvo lugar en Fiyi) y la posterior normalización institucional en 2014, el Partido Laborista ha sufrido fuertes reveses. Aunque pudo volver a registrarse con éxito el 3 de mayo de 2013, no ha logrado acceder al legislativo en ninguna de las dos elecciones realizadas desde entonces.

## Resultados electorales
|  | 49.85 % |

|  | 16.21 % |

|  | 14.74 % |

|  | 34.07 % |

|  | 34.45 % |

|  | 39.18 % |

|  | 2.37 % |

|  | 0.62 % |